# آلان ويب (عداء)
آلان ويب (بالإنجليزية: Alan Webb)‏ (ولد في 13 يناير 1983، في آن أربور، ميشيغان) متسابق أمريكي متخصص في سباقات المضمار والميدان والسباق الثلاثي (ترياثلون). وهو يحمل الرقم القياسي الأمريكي الوطني في سابق المايل، في زمن قدره 3:46.91 (دقيقة: ثانية). وقد ممثل الولايات المتحدة في دورة الألعاب الاولمبية الصيفية 2004 في سباق 1500 متر للرجال. نافس مهنيا لنايكي حتى نهاية عام 2013. واعتزل بعد دورة الألعاب 2014 للتركيز على التدريب فقط.

## روابط خارجية
- آلان ويب على موقع الاتحاد الدولي لألعاب القوى (الإنجليزية)
- آلان ويب على موقع الدوري الماسي (الإنجليزية)
- آلان ويب على موقع اتحاد الترياتلون الدولي (الإنجليزية)
- آلان ويب على موقع اللجنة الأولمبية الدولية (الإنجليزية)
- آلان ويب على موقع أوليمبيديا (الإنجليزية)
- آلان ويب على موقع اللجنة الأولمبية والبارالمبية الأمريكية (الإنجليزية)